# YOMISAT
YOMISAT（ヨミサット）は読売新聞東京本社が発行する日本国外向けの読売新聞である、読売新聞国際版にあるページ。日本の地域面に相当する。

## 概要
読売新聞国際版の独自のページで、海外で活躍する日本人を紹介するコーナー「人・世界が舞台」や、現地でのイベント、日本人や日系企業に関する話題、地元のニュースなどを掲載している。